# Деньги (песня)
«Деньги» — песня, записанная российской исполнительницей Земфирой. Написанная самой Земфирой, композиция была выпущена как сингл артистки 1 апреля 2012 года. По звучанию песня является рок-композицией с элементами электроники, построенной на риффе, исполненном на электро-акустической гитаре с использованием драм-машины, ударных и клавишных. Впервые композиция была исполнена Земфирой на «Пикнике Афиши» летом 2011 года. Также песня была включена в сет-лист тура «12». В изменённой аранжировке композиция вошла в студийный альбом певицы «Жить в твоей голове», выход которого состоялся в 2013 году.

## Предыстория и релиз
Летом 2010 года Земфира вышла из «творческого отпуска», продлившегося три года. В 2011 году появились сообщения о новом студийном альбоме, релиз которого откладывался несколько раз. В апреле состоялся релиз нового сингла. На официальном сайте Земфиры, для свободного скачивания была выложена композиция «Без шансов».
Летом исполнительница возобновила концертную деятельность. Она выступила на фестивале «Максидром», премии Муз-ТВ и Пикнике «Афиши». На последнем из мероприятий была впервые исполнена новая песня «Деньги». 29 октября в Новосибирске начался новый гастрольный тур «12», включающий в себя 13 концертов в 11 городах. Состав музыкантов тура, помимо самой певицы, включает Алексея Беляева (бас), Сергея Ткаченко (гитара, барабан) и Дениса Маринкина (ударные). В программу концертов вошли композиции со всех альбомов певицы, включая сборник «Z-Sides», а также песни «Без шансов» и «Деньги».
1 апреля на сайте певицы была выложена радиоверсия композиции, доступная для свободного скачивания. Релиз песни Земфира сопроводила словами «а на улице прекрасная весна!». С этого момента песня также попала в ротацию на радио. «Земфира первый раз исполнила „Деньги“ на последнем „Пикнике Афиши“ в июле прошлого года, потом она пела её и на других концертах, в том числе в декабре в московском клубе Arena Moscow в рамках тура „12“. А с сегодняшнего дня эта песня появилась на радио и в интернете», — говорили в пресс-службе певицы. С 4 апреля песня была размещена на портале Tophit, в формате Rock.

## Реакция критики
В итоговом обзоре 2011 года, журнал «Афиша» включил «Деньги» в свой редакционный список «5 удивительных песен года». В издании описывали композицию, как «производящее душераздирающее впечатление… высказывание Земфиры о времени и о себе», отмечая, что в ней сочетаются «властная простота и композиционная сложность, минимализм и эмоциональный максимализм». Студийная версия также получила положительный отзыв в журнале: «Добавить что-то к уже сказанному непросто — песня менее ошеломляющей в записи не стала (пускай эффект от первого живого исполнения был сильнее — это всегда почти так бывает)».
В обзоре музыкальных новинок портала «Звуки.Ру» обозреватель Виктория Базоева назвала впечатления от прослушивания студийной версии песни «не самыми яркими»: «„Деньги“ повторяют приемы, использованные в „Без шансов“: минималистская гитара, бесконечное повторение одного и того же слова, малоинтересные аранжировки — и не сказать, чтобы удачно».

## Исполнение
Земфира исполнила композицию в прямом эфире в телевизионном шоу «Вечерний Ургант» на Первом канале 16 апреля 2012 года. Певица впервые за долгое время появилась на телевидении, а на Первом канале, по словам ведущего шоу Ивана Урганта, — впервые за 7 лет. Руслан Набипов в Apelzin.ru отмечал, что выступление «наделало немало шума в интернете» и попало в мировые тренды соцсети «Твиттер»: «…название передачи и имя Земфиры засветилось в мировых трендах сети „Твиттер“. Это означает, что одновременно сразу несколько тысяч человек написали о „Вечернем Урганте“ и его гостье в своих микроблогах», — писал журналист.

## Список композиций
- Цифровой сингл

1. Деньги (Radio Edit) — 3:37

## Участники записи
В работе над песней принимали участие:

| - Земфира — вокал, автор, продюсирование, программирование, микширование, rhodes, акустическая гитара - Андрей Самсонов — сопродюсирование, звукорежиссёр, программирование, микширование, мастеринг - Алексей Беляев — бас - Дэн Маринкин — барабаны, перкуссия | - Дмитрий Демур Емельянов — fx, программирование, микширование - Павло Шевчук — звукорежиссёр - Алексей Белый — инженер записи - Александр Бахирев — инженер записи - Борис Истомин — мастеринг |  |